# Niels Fredrik Dahl
Pour les articles homonymes, voir Dahl.
Niels Fredrik Dahl (né en 1957) est un écrivain et journaliste norvégien.

## Biographie
Marié à Linn Ullmann, Niels Fredrik Dahl a écrit plusieurs recueils de poèmes et pièces de théâtre avant de se tourner vers la création romanesque.
Lauréat du prestigieux prix Brage en 2002 pour son second roman Le Regard d'un ami, il décrit avec talent et gravité la tension des consciences esseulées dans un monde irrémédiablement éclaté. Que ce soit au sein du groupe (Le Regard d'un ami) ou du couple (L'Eté dernier, 2003), la fraternité et le partage sont des illusions auxquelles seule la bienveillance donne une valeur. Écrivain reconnu en Scandinavie, il peine à s'imposer en France.

## Œuvres
- Le Regard d'un ami, [« På vei til en venn », 2002], trad. du norvégien par H. Hervieu et L. Grumbach, Arles, France, Actes Sud, coll. « Lettres scandinaves », 2006, 154 p.  (ISBN 2-7427-6156-X)
- L'été dernier, [« I fjor sommer », 2003], trad. du norvégien par C. Romand-Monnier, Arles, France, Actes Sud, coll. « Lettres scandinaves », 2007, 173 p.  (ISBN 978-2-7427-6543-0)
- Le Confident du poète, [« Herre », 2009], trad. du norvégien par Vincent Fournier, Arles, France, Actes Sud, coll. « Lettres scandinaves », 2012, 272 p.  (ISBN 978-2-330-01274-8)